# رقصیدن در برلین
«رقصیدن در برلین» (انگلیسی: Dancing in Berlin) آهنگی از گروه آمریکایی برلین است که در سال ۱۹۸۴ به‌عنوان سومین تک‌آهنگ از سومین آلبوم استودیویی آن‌ها به نام زندگی عاشقانه منتشر شد.